# MS Kurpie
MS Kurpie – masowiec zbudowany dla Polskiej Żeglugi Morskiej w chińskiej stoczni Xingang w Tjanjin. Ochrzczony został w lipcu 2009. Kurpie to typowy masowiec typu handy-size wyposażony w 4 dźwigi pokładowe o zasięgu od 4 m do 28 m i udźwigu 30 ton oraz 5 ładowni w których może przewozić ponad 37 tys. ton rudy, węgla, nawozów, ziarna, fosfatów lub innych ładunków masowych. To nowoczesny konstrukcyjnie statek, odpowiadający wymaganiom najnowszych przepisów Międzynarodowej Organizacji Morza (IMO) oraz towarzystw klasyfikacyjnych. Jest wyposażony w skomplikowane urządzenia elektroniczne, nawigacyjne, antykolizyjne oraz zaawansowaną technologicznie maszynownię. Adekwatnie do tych standardów, obsługują go najwyższej klasy specjaliści. Napędzany jest dwusuwowym, wysokoprężnym silnikiem Diesla typu Sulzer 6RTA48T-B. Załogę stanowi 21 marynarzy. Obecnie statek pływa pod banderą Wspólnoty Bahamów. Imiona pierwszych 13 jednostek tej serii pochodzą od polskich krain geograficznych, pozostałe noszą nazwy polskich miast. Ze względu na miejsce budowy nazywane są potocznie Chińczykami.
Zamówienie tych jednostek jest realizowane przez PŻM od 2003 w ramach programu wymiany floty wysłużonych masowców, którego plan przewidywał wprowadzanie 38 nowych statków do 2015 roku.

## Podstawowe dane jednostki
- długość: 190 m
- szerokość: 28,5 m
- wysokość boczna: 15,1 m
- zanurzenie: 10,4 m
- wolna burta: 4,7 m
- nośność: 38056 DWT
- pojemność netto: 12806 ton
- długość między pionami: 183,7 m
- prędkość: 14 węzłów